# Yapen
Yapen (Pulau Yapen (en indonesio)), también llamada isla de Jobi, es una isla, la principal del pequeño archipiélago que lleva su nombre (junto con Ambai), perteneciente al gran archipiélago Schouten en el noroeste de Nueva Guinea Occidental, en Indonesia.
La isla está poblada por grupos austronesios y papúes. Los austronesios hablan lenguas de la familia yapénica y los papúes lenguas de la familia yawa.